# He's a Real Gone Guy
He's a Real Gone Guy est une chanson écrite et chantée par Nellie Lutcher avec le soutien d'un groupe appelé Her Rhythm. 
Lutcher a également joué du piano sur le disque sorti en juillet 1947 sur le label Capitol Americana. Il a fait ses débuts sur le palmarès des records du magazine Billboard le 27 septembre 1947 et a culminé à la deuxième place et est resté sur le magazine pendant 23 semaines. Il a été classé neuvième sur la liste de fin d'année du magazine titres les plus joués de 1947.